# Brita Borg
Brita Kerstin Gunvor Borg (Stoccolma, 10 giugno 1926 – Borgholm, 4 maggio 2010) è stata una cantante e attrice svedese.
Ha rappresentato la Svezia all'Eurovision Song Contest 1959 con Augustin.

## Filmografia
- Rymdinvasion i Lappland, regia di Virgil W. Vogel (1959)

## Discografia (album)
- 1957 - Glimtar ur Knäppupp III con il brano Stackars Lilla Hua Ching (Knäppupp, KLP 1)
- 1961 - B Som I Brita (Knäppupp, KLP 4)
- 1961 - Århundradets Melodier (Knäppupp, KLP 5)
- 1972 - Karamellodier (Knäppupp, KLP 6003) con Povel Ramel, Martin Ljung, Gunwer Bergkvist, Monica Zetterlund e Leif Asp
- 1973 - Fat Mammy Brown (Knäppupp, SPO-124)
- 1973 - Århundradets melodier (Stereo Gold Award, MER-704)
- 1973 - Brita och Grabbarna (Knäppupp, SPO-103)
- 2008 - Favoriter Från Förr (Naxos Nostalgia, 8.120882)